# Astragalus albens
Espèce
Astragalus albens est une espèce de plantes à fleurs de la famille des Fabaceae. C'est une plante herbacée originaire des États-Unis.

## Description
Cette astragale est une plante herbacée pérenne.

## Répartition et habitat
Elle est originaire des États-Unis, en Californie.

## Nomenclature et systématique
Cette espèce a reçu une autre appellation, synonyme mais non valide : Hamosa albens (Greene) Rydb.